# Pizzo Taneda
Pizzo Taneda är en bergstopp i Schweiz.   Den ligger i distriktet Leventina och kantonen Ticino, i den sydöstra delen av landet, 110 km öster om huvudstaden Bern. Toppen på Pizzo Taneda är 2 667 meter över havet, eller 188 meter över den omgivande terrängen. Bredden vid basen är 0,81 km.
Terrängen runt Pizzo Taneda är huvudsakligen bergig. Runt Pizzo Taneda är det glesbefolkat, med 9 invånare per kvadratkilometer.. Närmaste större samhälle är Disentis, 19,7 km nordost om Pizzo Taneda. 
Trakten runt Pizzo Taneda består i huvudsak av gräsmarker.